# Layla
"Layla" je skladba, kterou napsal Eric Clapton a Jim Gordon, a která byla původně vydána jejich skupinou Derek and the Dominos jako třináctá skladba z alba Layla and Other Assorted Love Songs (listopad 1970). Je považována za jeden z rockových love songů, známý svojí nezaměnitelnou kytarovou figurou, které hrály Eric Clapton a Duane Allman a klavírní coda, která je v druhé polovině skladby. Tyto skvělé kontrastní chody byly samostatně složeny Claptonem a Gordonem.
Skladba byla inspirována klasickou perskou poezií Layla a Madžnun od básníka Nizámí Gandževího, jejíž kopii dal Claptonovi Ian Dallas. Kniha je příběh o mladém muži, který se beznadějně zamiloval do krásné, ale nedosažitelné ženy a zblázní se, protože se s ní nemohl oženit. Clapton ve své autobiografii uvádí: "Ian Dallas mi vyprávěl příběh Layly a Madžnúna, v němž se mladý muž Madžnún vášnivě zamiluje do krásné Layly, ale její otec mu zakáže oženit se s ní a stává se šíleným touhou po ní. "
Píseň byla věnována modelce Pattie Boydové, která byla v době jejího vzniku manželkou George Harrisona. Za Claptona se provdala roku 1979.
Skladba "Layla" nebyla během jejího původního vydání úspěšná. Byla však pozitivně hodnocena kritiky a je často považována za jednu z nejlepších rockových skladeb všech dob. Dvě verze dosáhly úspěchu v hudebních žebříčcích, první v roce 1972 a druhá (bez klavírní cody) o 20 let později jako akustická "unplugged" verze hraná Claptonem. V roce 2004 se skladba "Layla" umístila na 27. místě v seznamu 500 nejlepších písní všech dob časopisu Rolling Stone a akustická verze vyhrála v roce 1993 cenu Grammy v kategorii "Best Rock Song".

## Sestava
Originální verze
- Eric Clapton - hlavní zpěv, sólová kytara, doprovodná kytara, akustická kytara
- Duane Allman - sólová kytara, slide kytara
- Jim Gordon - bicí, perkuse, klavír
- Carl Radle - basová kytara
- Bobby Whitlock - varhany, klavír, doprovodný zpěv

Verze "Unplugged"
- Eric Clapton - akustická sólová kytara, hlavní vokály
- Ray Cooper - perkuse
- Nathan East - akustická basová kytara, doprovodný zpěv
- Andy Fairweather Low - akustická rytmická kytara
- Steve Ferrone - bicí
- Katie Kissoon - doprovodný zpěv
- Chuck Leavell - klavír
- Tessa Niles - doprovodný zpěv

## Pozice v žebříčcích
| Žebříček (1972 1982, 1992)            | Vrcholové pozice |
| ------------------------------------- | ---------------- |
| Austrálie (ARIA Charts)               | 7                |
| Kanada (RPM Top Singles)              | 9                |
| Irsko (IRMA)                          | 4                |
| Nový Zéland (RIANZ)                   | 2                |
| Polsko (ZPAV)                         | 10               |
| Spojené království (UK Singles Chart) | 4                |
| USA (Billboard Hot 100)               | 10               |